# ANT+
ANT+ je komunikační protokol chráněné bezdrátové sítě v pásmu ISM 2,4 GHz. Tato přenosová technologie byla vyvinuta kanadskou společností Dynastream, založenou v roce 1998. V roce 2006 společnost Dynastream koupila společnost Garmin.

## Popis
V roce 2000 tato firma představila první rychloměr a měřič vzdálenosti pro běžce. V roce 2003 představila bezdrátový komunikační protokol ANT a o rok později standardizovala komunikační protokol ANT+. Komunikační protokol je optimalizován pro použití ve sportu a slouží k vytváření bezdrátových sítí senzorů. Jedná se o tzv. sítě PAN (Personal Area Network). Výhodou přenosového protokolu ANT+ je rychlý a bezpečný přenos dat mezi snímači a přijímačem. Komunikační rychlost je 20 kbit/s (kilobity za sekundu). Dosah sítě je do 10 m. Další výhodou je nízká spotřeba zařízení komunikujících protokolem ANT+. Bezdrátové senzory vydrží s jedním knoflíkovým článkem pracovat po dobu i několika let. Tento bezdrátový protokol nyní využívá po celém světě celá řada firem pro různé sportovní měřiče (cyklopočítače, sportovní navigace, sporttestery aj.).